# Col de la Portette (massif du Giffre)
Pour les articles homonymes, voir Col de la Portette.
Le col de la Portette est un col de France situé dans le département de la Haute-Savoie, dans le massif du Faucigny, chaînon du massif du Giffre.

## Géographie
Il est franchit par le GR 96 à 2 354 mètres d'altitude, entre les Châteaux de Cran au nord et la pointe de Platé au sud. Avec le sentier passant par les Grandes Platières au nord, il est l'un des deux passages entre les parties Est (secteur des chalets de Platé) et Ouest (secteur des chalets de Sales) du désert de Platé.

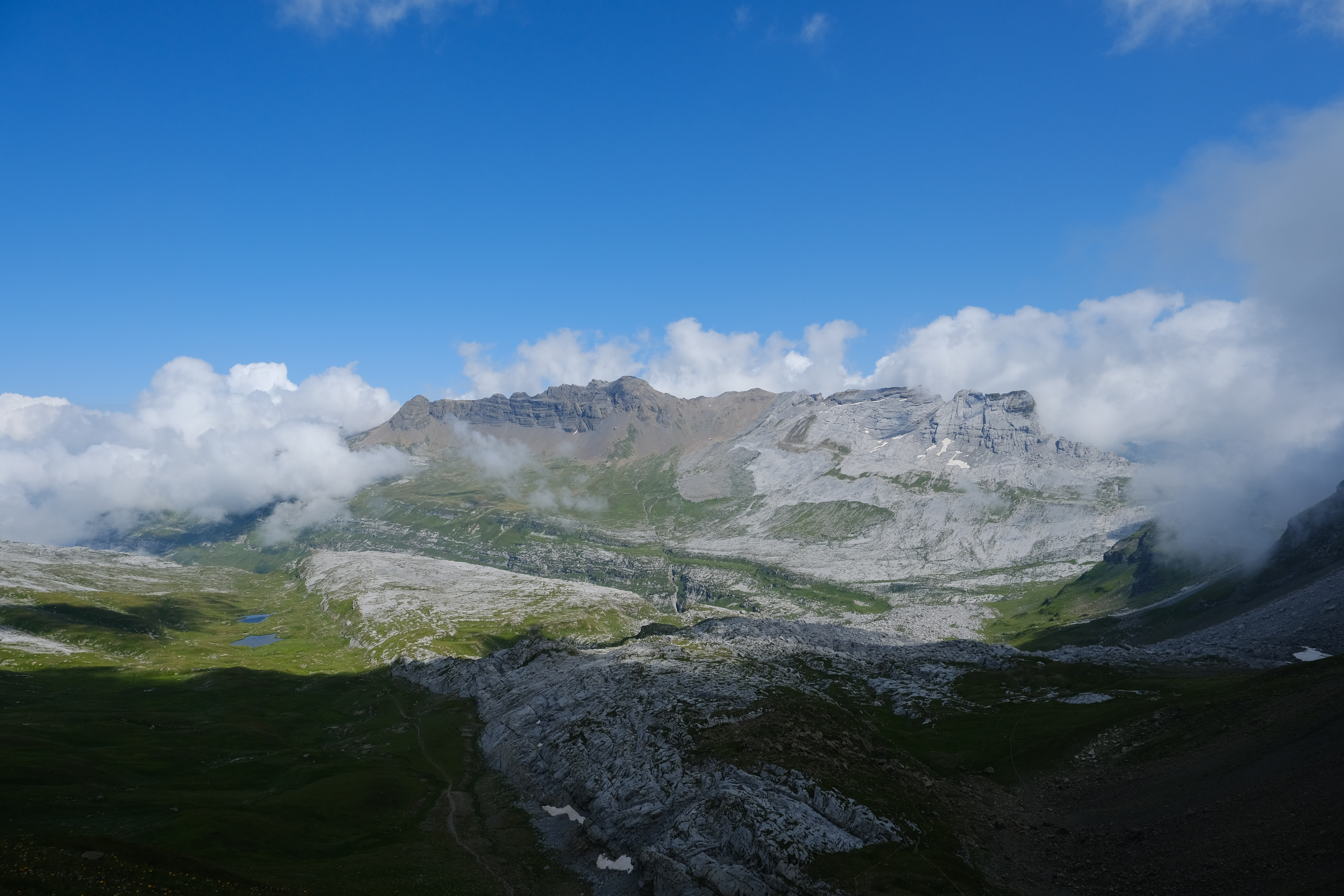
Le désert de Platé et la chaîne des Fiz depuis le col.